# Янош Немет
Янош Немет (угор. János Németh, 12 червня 1906 — 5 березня 1988) — угорський ватерполіст.
Олімпійський чемпіон 1932, 1936 років.